# Goodreads
Goodreads — американський вебсайт соціальної каталогізації, який дозволяє людям шукати в його базі даних книг, анотацій, цитат та відгуків. Користувачі можуть додавати та реєструвати книги для створення бібліотечних каталогів та списків для читання. Вони також можуть створити власні групи пропозицій книг, оглядів, опитувань, блогів та дискусій. Офіси вебсайту розташовані в Сан-Франциско. Компанія належить інтернет-магазину Amazon.
Goodreads був заснований в грудні 2006 року, а випущений в січні 2007 року Отісом Чандлер та Елізабет Хурі Чандлер. У грудні 2007 року на сайті було зареєстровано понад 650 000 учасників та додано понад 10 000 000 книг. До липня 2012 року сайт повідомляв про 10 мільйонів користувачів, 20 мільйонів відвідувань щомісяця та тридцять співробітників. 28 березня 2013 року Amazon оголосив про придбання Goodreads, а 23 липня Goodreads повідомив на своєму вебсайті, що кількість користувачів зросла до 20 мільйонів, збільшившись удвічі майже за 11 місяців.
Станом на липень 2019 року сайт для огляду та рекомендацій книг має 90 мільйонів учасників.

## Історія

### Засновники
Засновники Goodreads Отіс Чандлер та Елізабет Хурі Чандлер познайомилися під час навчання в Стенфорді (інженерні науки та англійська мова відповідно). Після університету Чендлер спочатку працював програмістом в он-лайн бізнесі включаючи сайти знайомств а Хурі Чендлер — журналісткою.

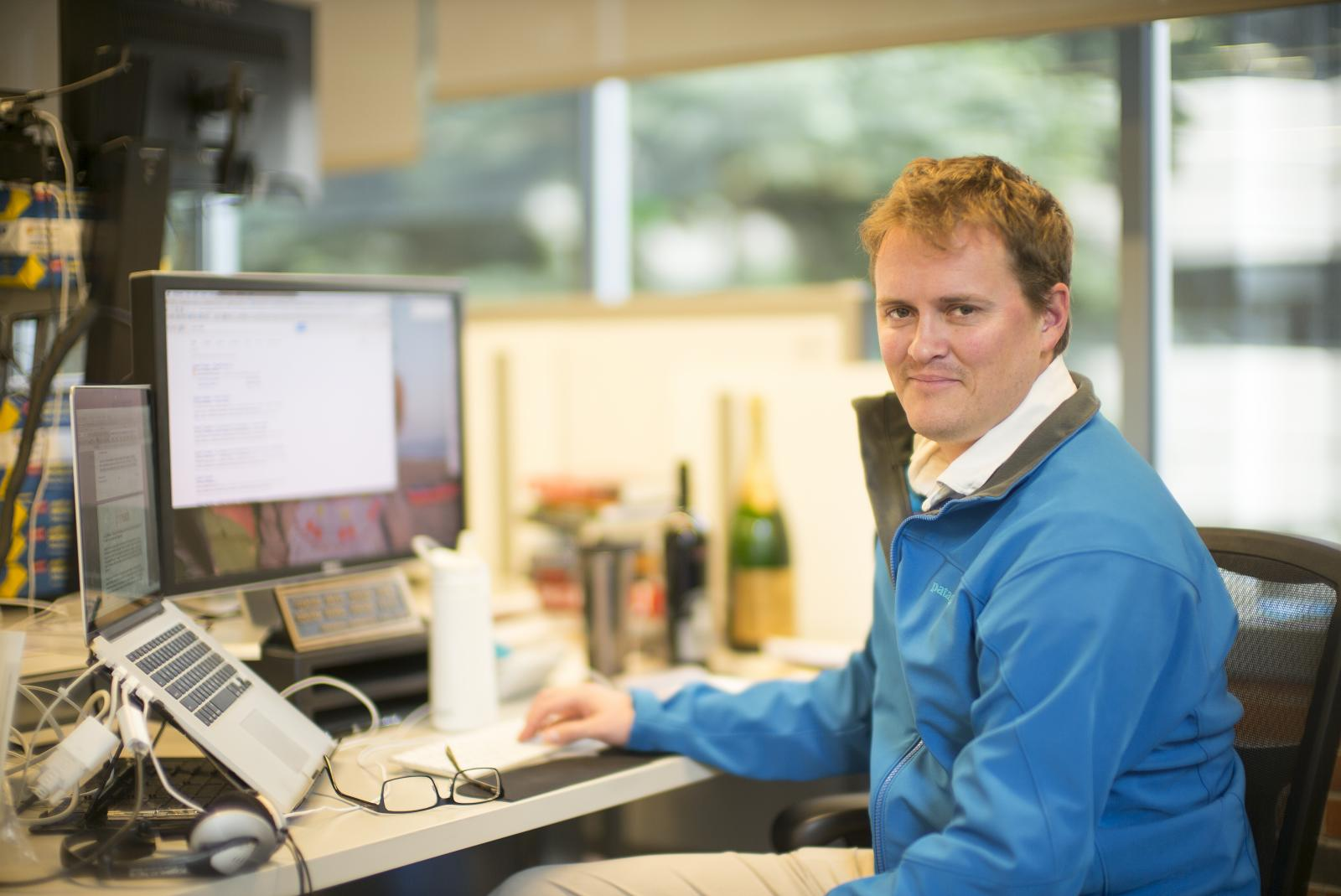
Отіс Чандлер

### Основа та місія
Goodreads була заснована в 2006 році. Ідея створення сайту виникла, коли Отіс Чандлер (співзасновник) переглядав книжкову полицю свого друга. Він хотів інтегрувати цей досвід сканування та створити простір, де люди могли б писати відгуки щодо прочитаних книг
Місія Goodreads заявляє: «допомогти людям знаходити та ділитися улюбленими книгами … [і] покращувати процес читання та навчання у всьому світі». Goodreads звертався до того, що видавці називають «проблемою виявлення», направляючи споживачів у епоху цифрових технологій знаходити книги, які вони, можливо, захочуть прочитати.

### Перші роки
Протягом першого року своєї діяльності компанія працювала без офіційного фінансування. У грудні 2007 року сайт отримав фінансування від неформальних інвесторів на суму 750 000 доларів. Це фінансування тривало Goodreads до 2009 року, коли Goodreads отримала два мільйони доларів від True Ventures.
У жовтні 2010 року компанія відкрила свій інтерфейс прикладного програмування, що дозволило розробникам отримати доступ до її рейтингів та назв.
У 2011 році Goodreads придбала Discovereads, механізм рекомендацій щодо книг, який використовує «алгоритми машинного навчання для аналізу книг, які можуть сподобатися людям, на основі тих, що сподобалися в минулому, і книг, які сподобались людям зі схожими смаками». Після того, як користувач оцінив 20 книг за п'ятизірковою шкалою, сайт починає давати рекомендації. Отіс Чандлер вважав, що ця рейтингова система буде вищою, ніж система Amazon, оскільки Amazon включає лише книги, які користувач переглядав або купував як подарунки при визначенні своїх рекомендацій. Пізніше того ж року Goodreads представила алгоритм пропонування книг зареєстрованим користувачам і мала понад п'ять мільйонів учасників. Мейсі Хелфорд з Нью-Йорка зазначила, що алгоритм не був досконалим, оскільки кількість книг, необхідних для створення досконалої системи рекомендацій, настільки велика, що «до моменту, коли я пройшов півдороги, мої уподобання до читання змінилися і мені довелося б почати спочатку».
Станом на 2012 рік членство було обов'язковим для використання сайту, але безкоштовним. У жовтні 2012 року Goodreads оголосив, що виріс до 11 мільйонів учасників, в яких було каталогізовано 395 мільйонів книг та створено його користувачами понад 20 000 книжкових клубів. Через місяць, у листопаді 2012 року, Goodreads перевищив 12 мільйонів учасників, а кількість членів за рік зросла вдвічі.

## Критика
Деякі вважають, що домінуюче становище Goodreads у поєднанні з обмеженим розвитком Amazon перешкоджає появі кращих інструментів для персоналізованих рекомендацій щодо книг. Деякі також вважають, що Goodreads упереджений до політичних лібералів.

## Цікаві факти
Стівен Кінг та обидва його сини виграли нагороду «Вибір Goodreads»: Стівен Кінг: Найкраща наукова фантастика (2011), Найкраща фантастика (2012), Найкращий жах (2013, 2017, 2018, 2019), Найкраща містерія та трилер (2014, 2016, 2018)